# Electroneuria ronwoodi

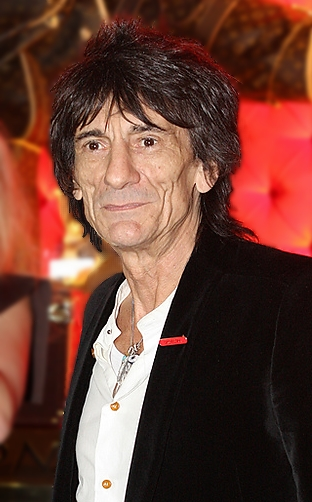
Вид назван в честь рок-музыканта Ронни Вуда

Electroneuria ronwoodi (лат.) — ископаемый вид веснянок, единственный в составе рода †Electroneuria из семейства Perlidae. Бирманский янтарь (около 99 млн лет, меловой период): Мьянма.

## Этимология
Видовое название дано в честь Ронни Вуда (Ronnie Wood), участника рок-группы The Rolling Stones. Первая часть родового имени Electroneuria посвящена группе Rolling Stones и происходит от латинского слова «electrum», что относится как к янтарю, так и к электрогитарам, а вторая часть «–neuria» относится к подсемейству веснянок Acroneuriinae.

## Описание
Мелкие веснянки, длина тела около 8,1 мм, усики 5,5 мм. Отличаются следующими признаками: личинка с затылочным рядом шипиков полным посередине; сбоку на переднеспинке бахрома из длинных тонких щетинок; длинные волосковидные щетинки на поверхности крыльев и тергитов брюшка; задний край тергитов брюшка с многочисленными очень длинными тонкими щетинками; церки длинные, с короткими щетинками.
Вид Electroneuria ronwoodi был впервые описан в 2018 году чешским энтомологом Pavel Sroka (Biology Centre of the Czech Academy of Sciences, Institute of Entomology, Ческе-Будеёвице, Чехия) и немецким палеонтологом Arnold H. Staniczek (Department of Entomology, State Museum of Natural History Stuttgart, Штутгарт, Германия) по материалам из бирманского янтаря. Вид Electroneuria ronwoodi выделен в монотипический род Electroneuria. Вместе с Largusoperla charliewattsi, Largusoperla billwymani, Largusoperla micktaylori и Largusoperla brianjonesi они включены в состав подсемейства Acroneuriinae (Perlidae).